# Sabero
Sabero é um município da Espanha na província de León, comunidade autónoma de Castela e Leão, de área 24,87 km² com população de 1502 habitantes (2007) e densidade populacional de 64,94 hab/km².

## Demografia
| Variação demográfica do município entre 1991 e 2004 | Variação demográfica do município entre 1991 e 2004 | Variação demográfica do município entre 1991 e 2004 | Variação demográfica do município entre 1991 e 2004 |
| --------------------------------------------------- | --------------------------------------------------- | --------------------------------------------------- | --------------------------------------------------- |
| 1991                                                | 1996                                                | 2001                                                | 2004                                                |
| 2556                                                | 2026                                                | 1727                                                | 1615                                                |